# Dioptis angustifacia
Dioptis angustifacia är en fjärilsart som beskrevs av Erich Martin Hering 1925. Dioptis angustifacia ingår i släktet Dioptis och familjen tandspinnare. Inga underarter finns listade i Catalogue of Life.